# Солнечные ладьи

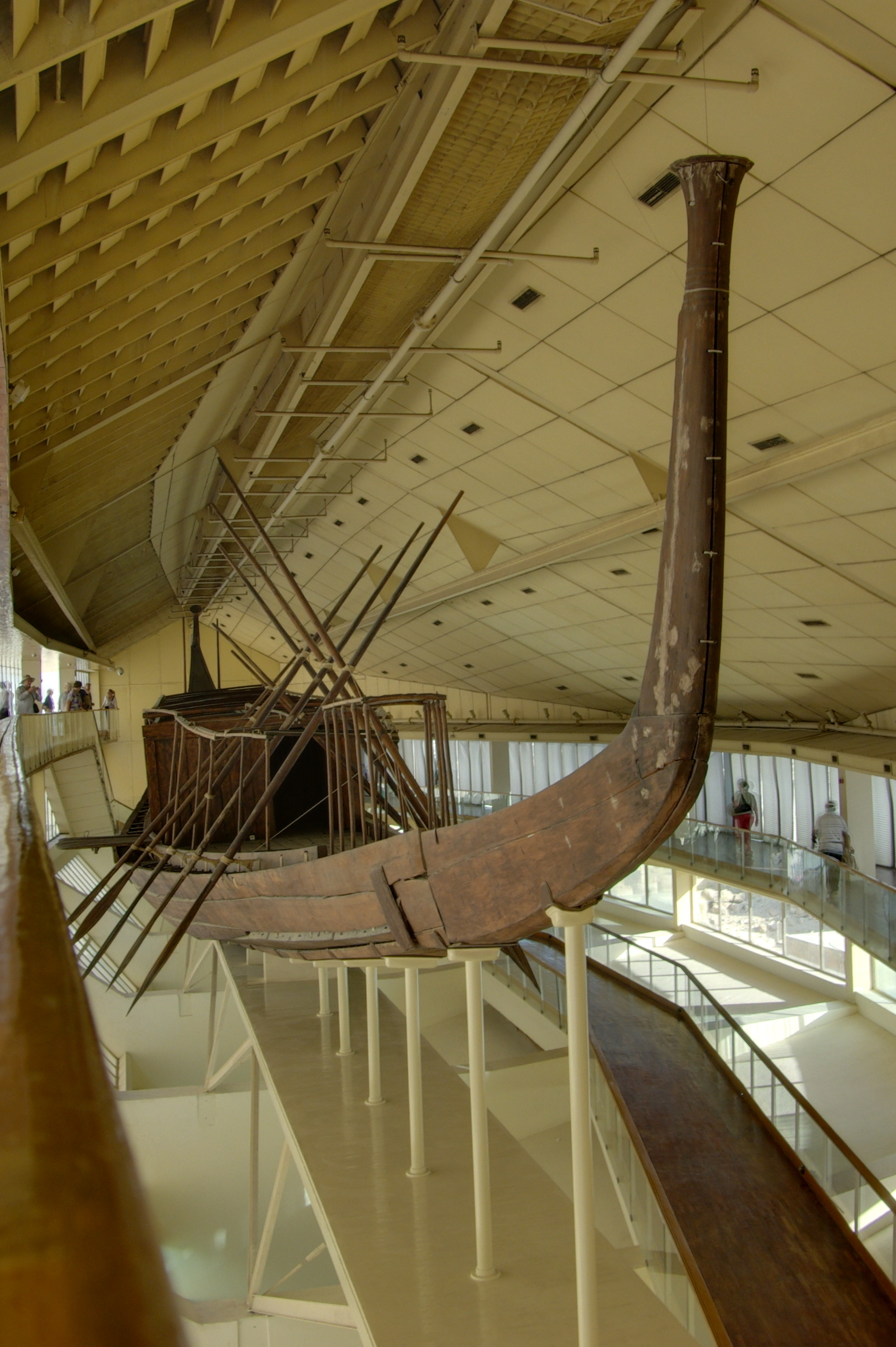
Реконструкция в Музее солнечной ладьи в Гизе

Солнечные ладьи — два полноразмерных гребных судна, запечатанные в тайниках у подножия пирамиды Хеопса более 4,5 тыс. лет тому назад (около 2550 год до н. э.).

## Первая ладья

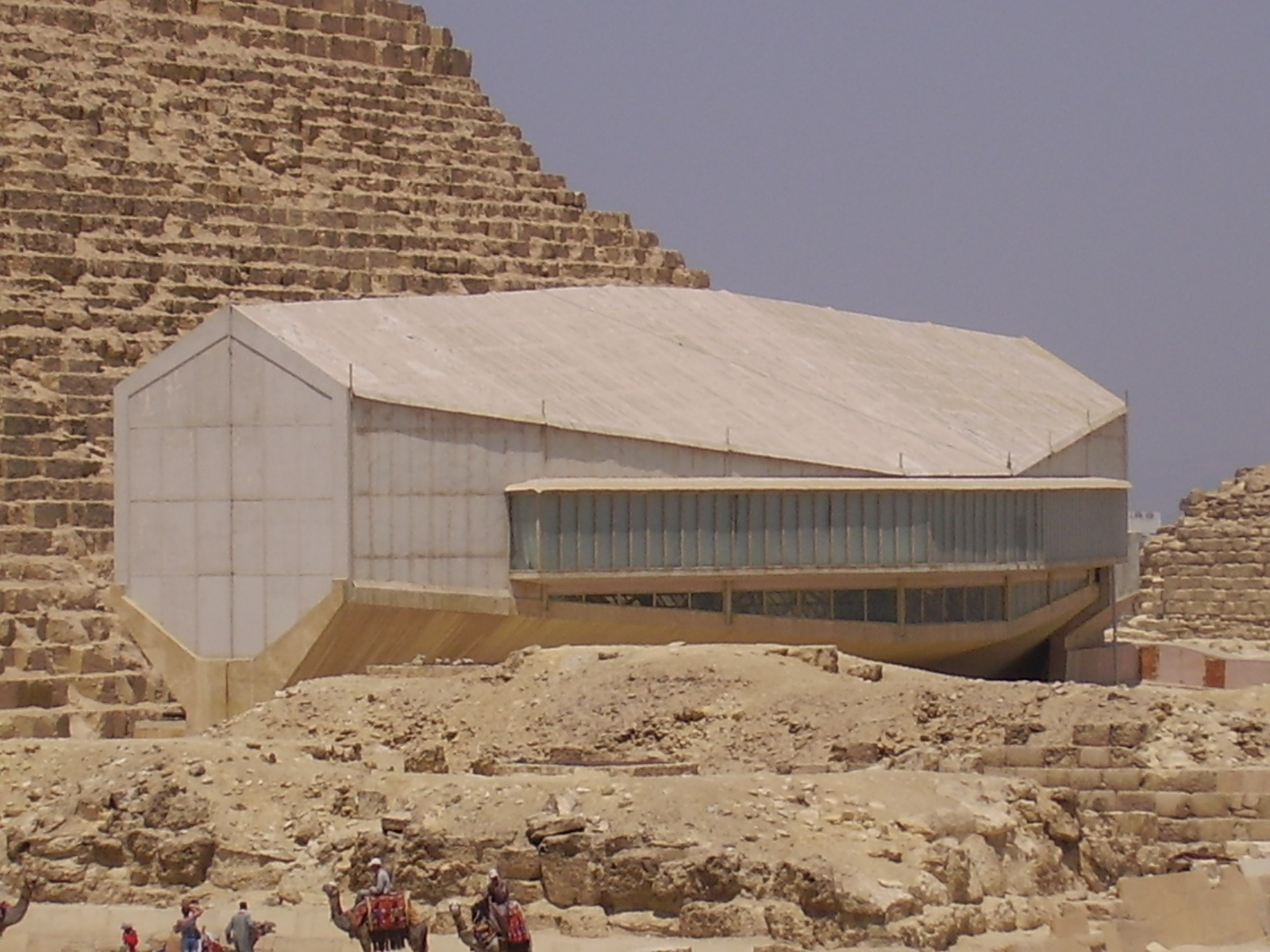
Музей солнечной ладьи в Гизе

В мае 1954 года во время уборки от осколков камней территории у пирамиды Хеопса была обнаружена герметично закупоренная подземная камера треугольной формы. Её потолок образовывали 40 тяжеловесных известняковых плит. После того как были подняты крайние северные плиты, на которых был изображён картуш фараона Джедефры — сына Хеопса, в котловане нашли большую деревянную ладью, разобранную на 1224 детали.
Царская ладья была сделана из ливанского кедра и имела 43,3 м в длину и 5,6 м в ширину. Низкая осадка (всего 1,5 м) позволяла ей ходить по реке. На ладье было 2 каюты: в середине корпуса, примерно 9 м, и на носу. Двигалась ладья с помощью 5 пар вёсел. Некоторое незначительное число деталей было сделано из египетской акации, что предполагает ремонт сломанных деталей.
После проведённой консервации процесс сборки продолжался 10 лет, применялись только деревянные колья и канты, никаких гвоздей и металлических приспособлений. Собранную ладью в 1971 году поместили в специальный ангар — Музей солнечной ладьи в Гизе, недалеко от её места погребения. В августе 2021 года ладью переместили в Большой Египетский музей.
На лодке сохранились следы её эксплуатации (речной ил на канатах): возможно, на ней тело Хуфу перевозилось из Мемфиса в Гизу, либо фараон пользовался судном для посещения храмов вдоль нильских берегов. «Солнечные лодки» имели и символическое значение: в загробном мире фараон мог плавать в ней по небесной глади вместе с богом Солнца Амон-Ра.

## Вторая ладья
О существовании второй камеры рядом с первой стало известно ещё в 1950-е годы. Египетское общество исследования древностей решило её не вскрывать. В 1987 году с помощью подземного радара, разработанного совместно с Национальным географическим обществом, было проведено исследование камеры. Оно показало наличие второй ладьи меньшего размера и в значительно худшей сохранности.
В 2008 году Университет Васэда выделил 10 млн долларов для проведения раскопок второй разобранной ладьи. В 2011 году фрагменты судна стали поднимать на поверхность. Предполагается, что после реставрации вторая ладья заменит первую в музее близ пирамиды.

## Галерея

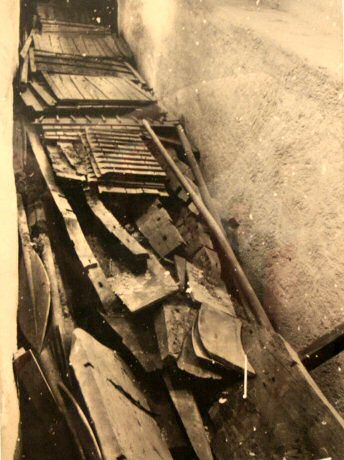
Солнечная барка в момент обнаружения
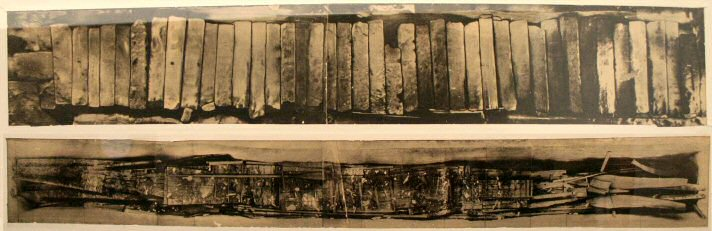
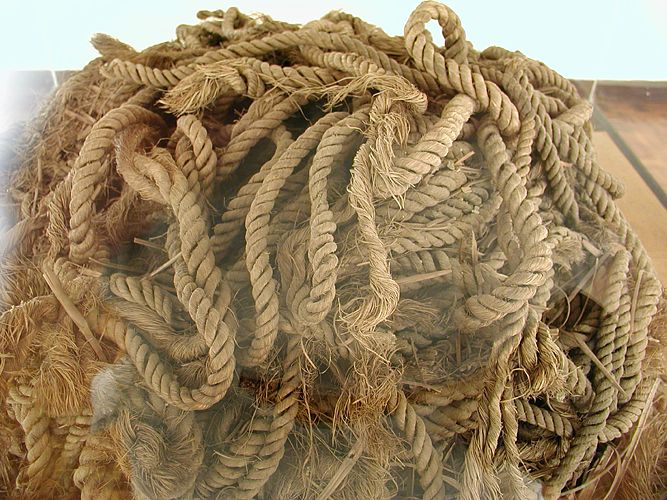
Канаты, найденные с лодкой
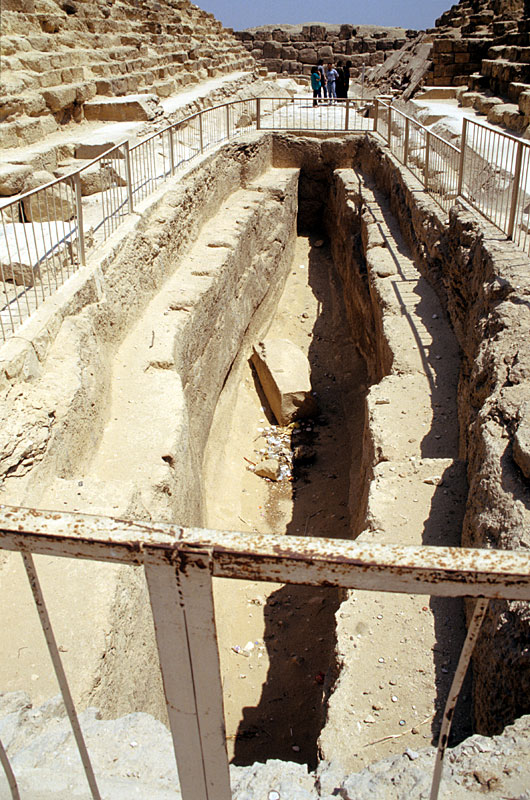
Яма для лодки на плато у пирамиды
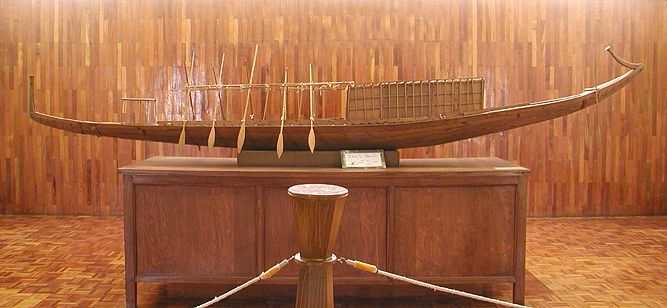
Модель Солнечной барки в музее